# Paul Lennon
Paul Anthony Lennon (* 8. Oktober 1955 in Hobart, Tasmanien) ist ein australischer Politiker der Australian Labor Party (ALP), der zwischen 2004 und 2008 Premierminister von Tasmanien war.

## Leben
Lennon wurde am 16. Oktober 1990 als Kandidat der Australian Labor Party im Wahlkreis Franklin erstmals zum Mitglied des Repräsentantenhauses (Tasmanian House of Assembly), dem Unterhaus des tasmanischen Parlaments, gewählt und gehörte diesem bis zu seinem Mandatsverzicht am 25. Mai 2008 an. Bei seiner ersten Wahl wurde er Nachfolger des früheren Oppositionsführers Ken Wriedt.
Nach dem Amtsantritt von Jim Bacon als Premierminister wurde er im September 1998 Vize-Premierminister und Minister für Infrastruktur, Energie und Ressourcen (Minister for Infrastructure, Energy and Resources) sowie Minister für Rennen und Glücksspiel (Minister for Racing and Gaming). Nach der Bestätigung der Regierung bei den Wahlen 2002 übernahm er neben dem Amt des Vize-Premierministers auch die Ämter als Minister für wirtschaftliche Entwicklung, Energie und Ressourcen (Minister for Economic Development, Energy and Resources) und als Minister für Rennen, Sport und Erholung (Minister for Racing, Sport and Recreation).
Aufgrund der Erkrankung Bacons an Lungenkrebs übernahm Lennon am 23. Februar 2004 zunächst kommissarisch das Amt des Premierministers, ehe er nach dem Rücktritt Bacons am 22. März 2004 Premierminister von Tasmanien wurde. Zugleich übernahm er das Amt des Finanzministers (Treasurer). Als Premierminister unterstützte er intensiv das Vorhaben der Walker Corporation, ein großes Wohngebiet namens Canal Estate an der Ralphs Bay vor Lauderdale zu errichten. Dagegen gab es aus ökologischen Gründen viele Proteste: Das Wohngebiet würde auf empfindlichem Marschland entstehen und den Lebensraum von Zugvögeln und seltenen Fischarten beeinträchtigen. Die Save Ralphs Bay, Inc. führt mit Unterstützung der Gebietskörperschaften Kampagnen dagegen. Im Dezember 2004 wurde William Cox auf seinen Vorschlag durch Königin Elisabeth II. zum Gouverneur von Tasmanien ernannt. 
Bei den Parlamentswahlen vom 18. März 2006 konnte die Labor Party mit 152.544 Wählerstimmen (49,27 Prozent) trotz leichter Verluste von 2,61 Prozentpunkten ihre absolute Mehrheit behaupten und stellte weiterhin 14 der 25 Abgeordneten des House of Assembly. Auch die Ernennung des Nachfolgers von Cox, Peter Underwood, im März 2008 erfolgte auf seinen Vorschlag durch die Königin.
Am 26. Mai 2008 trat er als Premierminister zurück und übergab das Amt des Premierministers sowie das des Vorsitzenden der Labor Party Tasmaniens an David Bartlett, den bisherigen Vize-Premierminister und Minister für Planung und Arbeitsplatzbeziehungen.